# Wartbergturm (Künzelsau)

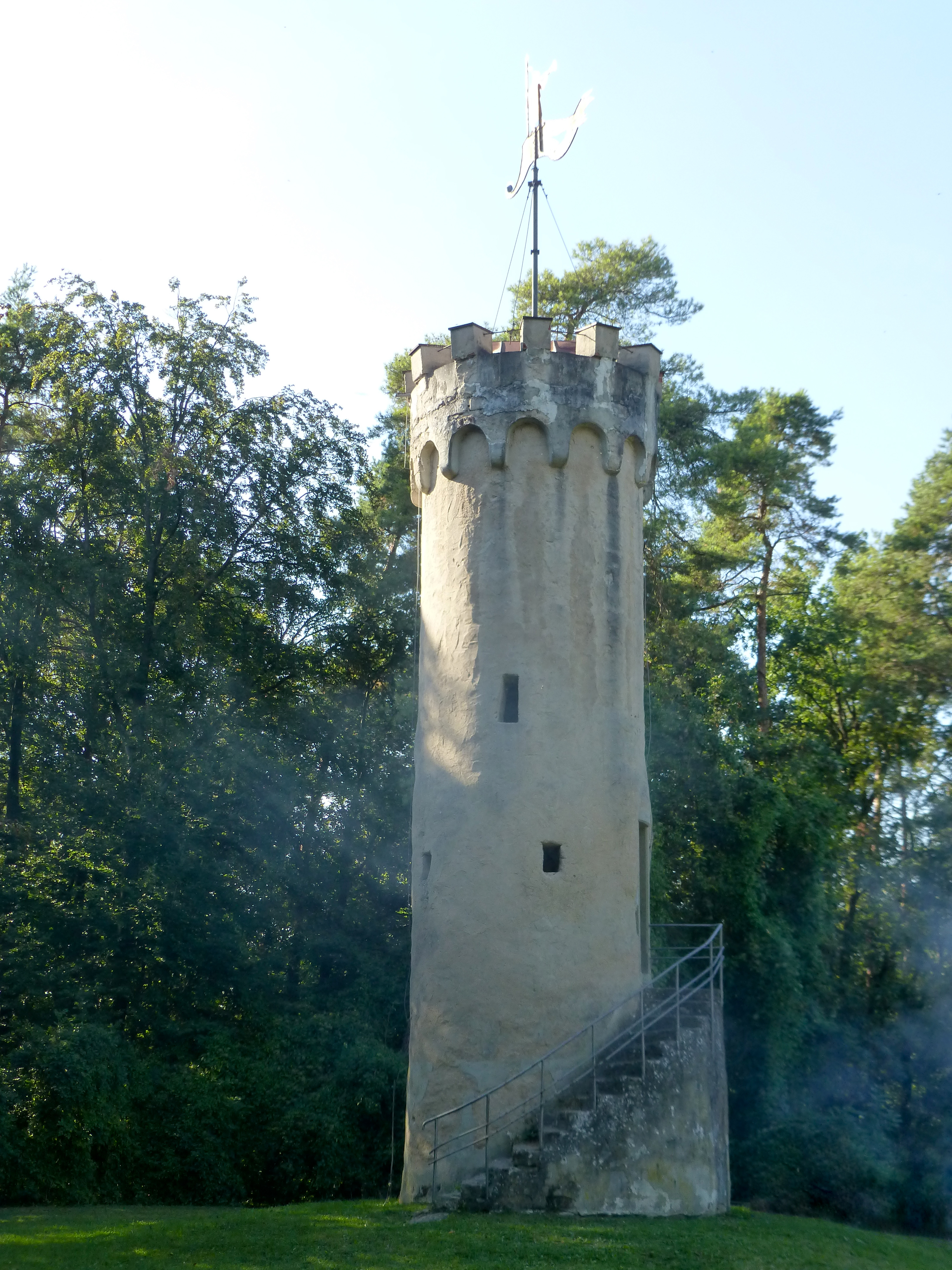
Wartbergturm bei Künzelsau

Der Wartbergturm ist ein erhaltener historischer Wartturm aus dem 15. Jahrhundert im Gebiet der Stadt Künzelsau im Hohenlohekreis in Baden-Württemberg.

## Lage
Der Turm steht etwa 800 m südöstlich des Stadtkerns der früheren Ganerbenstadt auf dem 372,5 m ü. NHN hohen Wartberg, einem nordwestwärts auslaufendem Sporn der Hohenloher Ebene. Diese Landzunge trennt in Künzelsau das Tal des Kochers an ihrer Nordostseite von dem des Künsbachs – einem linken Kocherzufluss – an ihrer Südwestseite.
Von der Spitze des früher unbewaldeten, länglichen Sporns aus hatte man damals einen weiten Blick sowohl nach Süden auf die Hochebene in Richtung Waldenburg, auf- und abwärts ins Kochertal wie auch in die ca. 150 m tiefer gelegene Stadt selbst. Dadurch bot sich der Platz als Standort für eine Warte an, von der aus man herannahende feindliche Truppen frühzeitig erkennen und vor ihnen warnen konnte.

## Geschichte

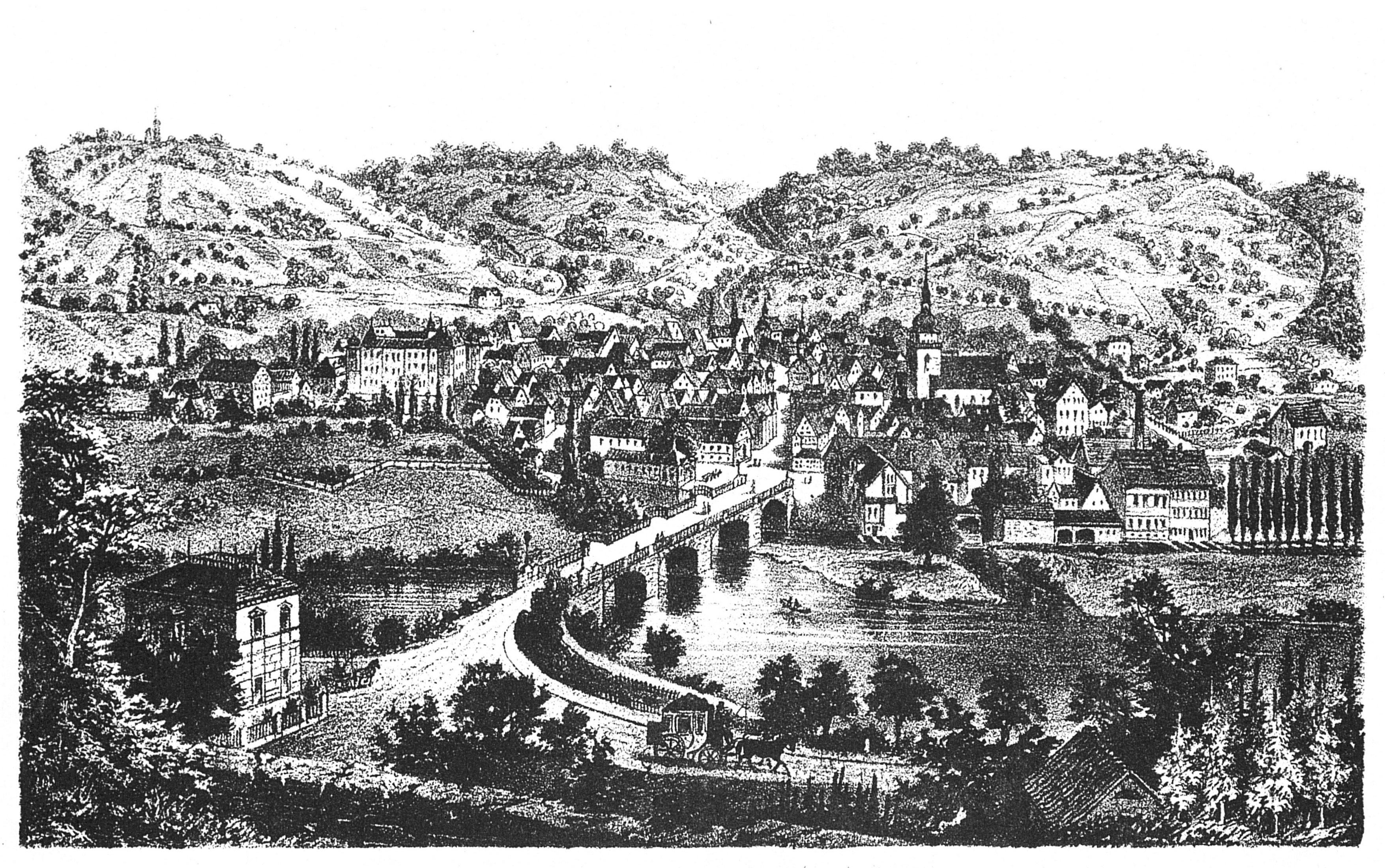
Künzelsau um 1880 von Norden, Wartbergturm links am oberen Bildrand

Errichtet wurde diese spätmittelalterliche Frühwarnanlage in den 1480er Jahren als Beobachtungs- und Warnstation durch die im benachbarten Schloss Stetten beheimateten Ritter von Stetten. Diese hatten als Ganerben und dadurch Miteigentümer der Stadt zu jener Zeit auch einen Sitz in der Künzelsauer Burg Bartenau.
Anlass für den Bau eines Wachturms in freiem Gelände war die Tierberger Fehde, ein lang andauernder blutiger Fehdekrieg zwischen den Herren von Stetten und den Langenburger Grafen von Hohenlohe. Auslöser dieses Konflikts war ein Streit um die Eigentumsrechte an der Burg Tierberg.
Im Jahr 1488 eskalierte dieser, gegen Ende dieses Jahres marschierten hohenlohische Truppen auf Künzelsau und die Stettener Burg zu, um diese zu erobern und damit den Krieg zu ihren Gunsten zu entscheiden. Die herannahenden Soldaten wurden aber frühzeitig genug von den Turmwächtern auf dem Wartbergturm erspäht. Die Burgbesatzung in Stetten wurde mit Feuersignalen gewarnt und konnte sich auf einen Angriff vorbereiten.
Die Burg wurde dann zwar angegriffen und belagert, konnte aber nicht erobert werden und entging dadurch vermutlich ihrer Zerstörung.
Der Konflikt wurde in den Folgejahren gerichtlich beigelegt; der Turm hatte seinen Zweck erfüllt.

## Beschreibung

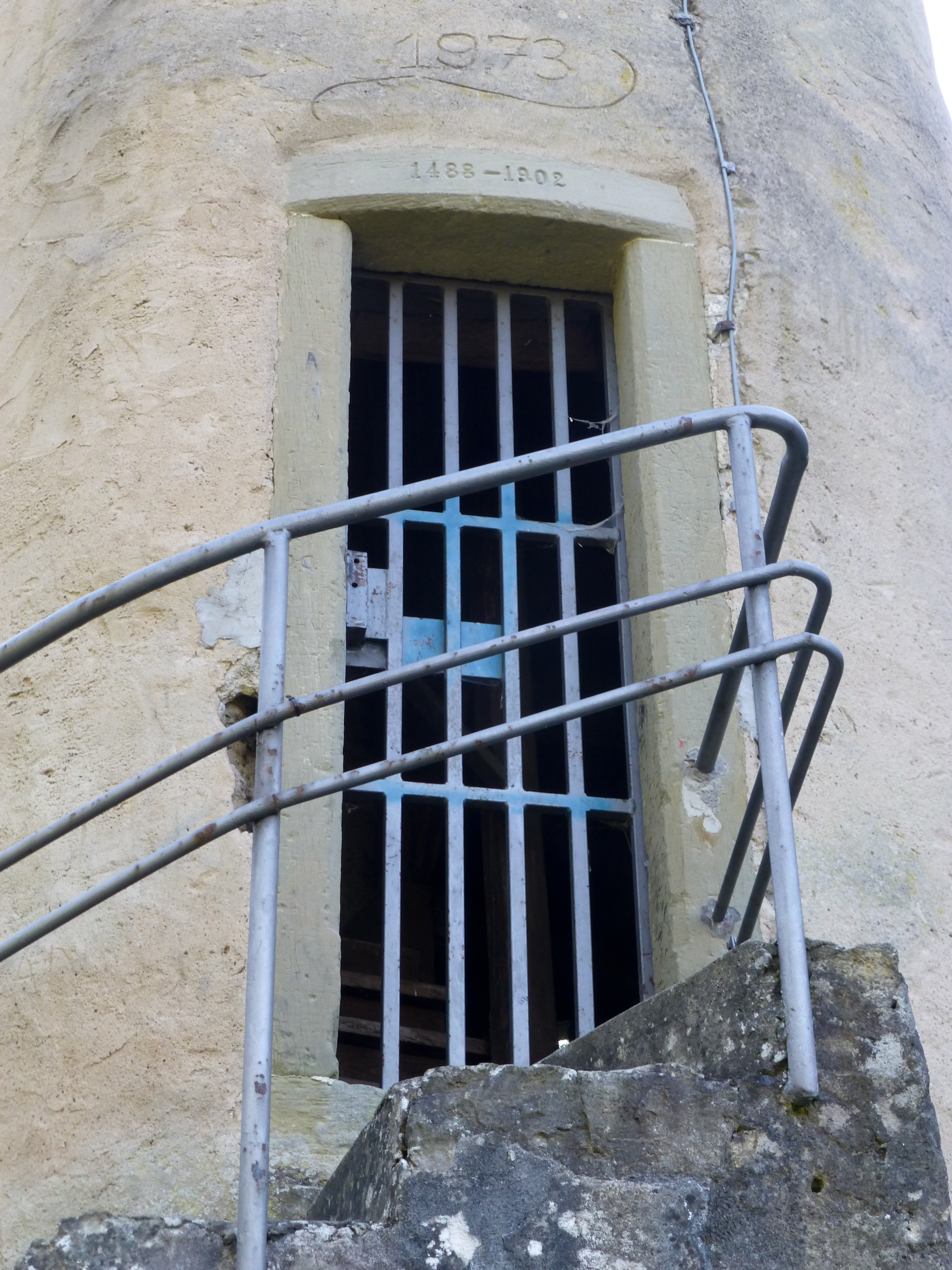
Turmeingang

Die Warte ist ein Rundturm aus Bruchsteinmauerwerk, der eine Höhe von etwa 10 Metern erreicht. Er trägt eine zinnenbewehrte Plattform für die einstigen Wächter. Der Eingang liegt ungefähr 3,50 m über dem Boden und ist über eine außen an den Turm angebaute Steintreppe erreichbar.

## Heutiger Zustand
Der Turm hat sich bis heute erhalten, jedoch ist der weite Blick vom Wartberg inzwischen fast reihum durch hohe Waldbäume verstellt. Lediglich eine um 2010 in Richtung der Stadtmitte geschlagene Schneise ermöglicht eine Aussicht ins Tal, umgekehrt kann man so den Turm vom Altstadtgebiet aus wieder sehen.
Das umgebende Gelände ist frei zugänglich, der verschlossene Turm selbst aber kann nur von außen besichtigt werden, er ist also kein öffentlicher Aussichtsturm.